# Kawanishi H8K
Kawanishi H8K (яп. 二式飛行艇, Летючий човен Тип 2)  — серійний летючий човен Імперського флоту Японії періоду Другої світової війни.
Кодова назва союзників — «Емілі» («Emily»).

## Історія створення
У липні 1938 року командування ВПС Імперського флоту Японії замовило фірмі Kawanishi розробку нового летючого човна для заміни Kawanishi H6K. Вимоги специфікації 13-Сі значно перевищували характеристики літаків Short Sunderland та XPBS-1. Літак мав розвивати швидкість 445 км/г, дальність польоту мала становити 7 410 км без бомб та 6 485 км з бомбовим чи торпедним навантаженням (до 2000 кг). Озброєння мало складатись з п'яти 20-мм гармат та чотирьох 7,7-мм кулеметів.
Розробка почалась в серпні 1938 року, колектив конструкторів під керівництвом Сідзуо Кікахура спочатку хотів використати аеродинамічну схему парасоль, перевірену на H6K, але після випробувань в аеродинамічній трубі прийшов до висновку, що більш перспективною є схема вільнонесучого високоплана. Ця схема дозволила зменшити аеродинамічний опір літака, що дало змогу збільшити масу літака, і відповідно, дальність польоту.

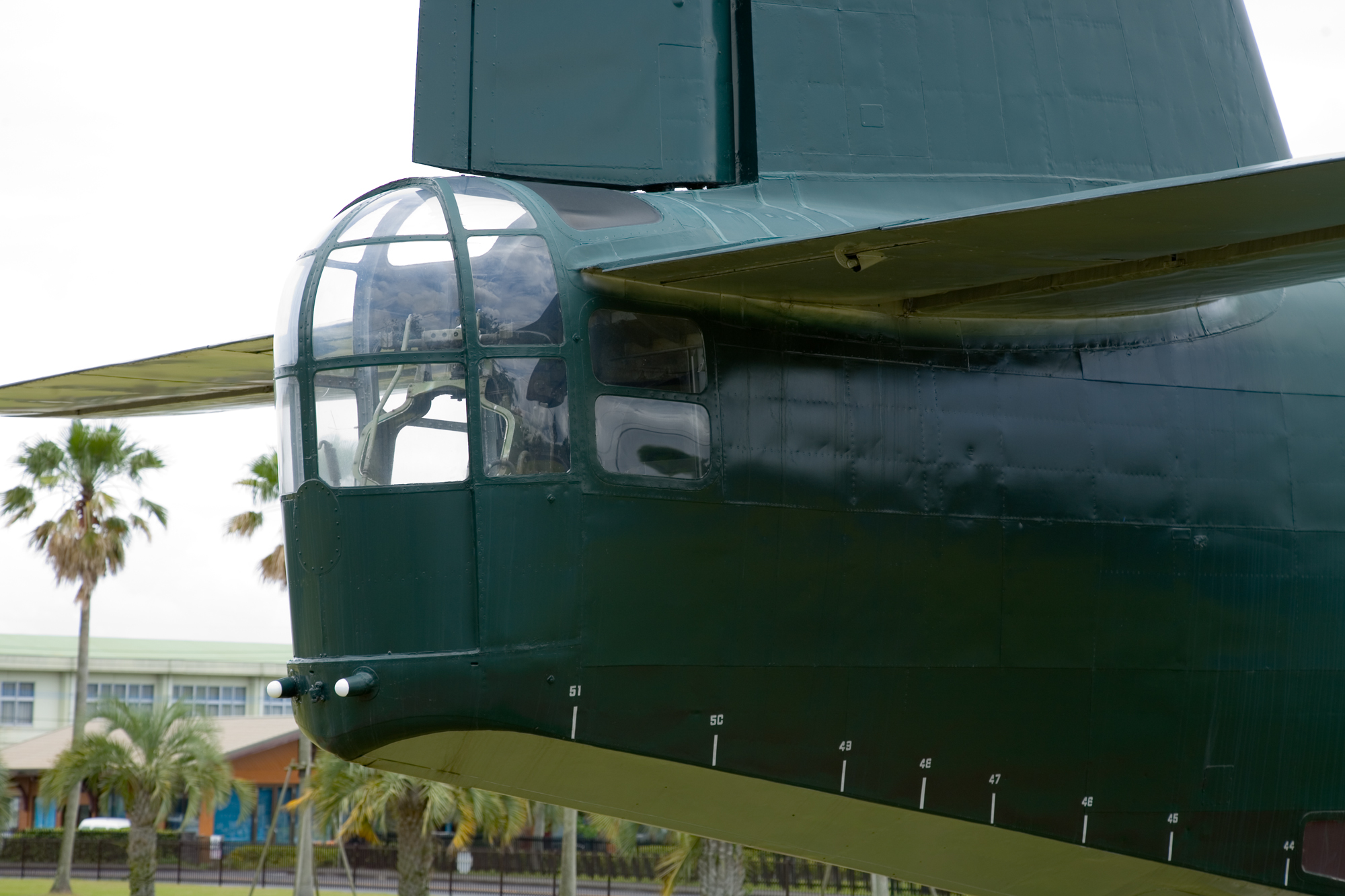
Хвостова турель H8K2

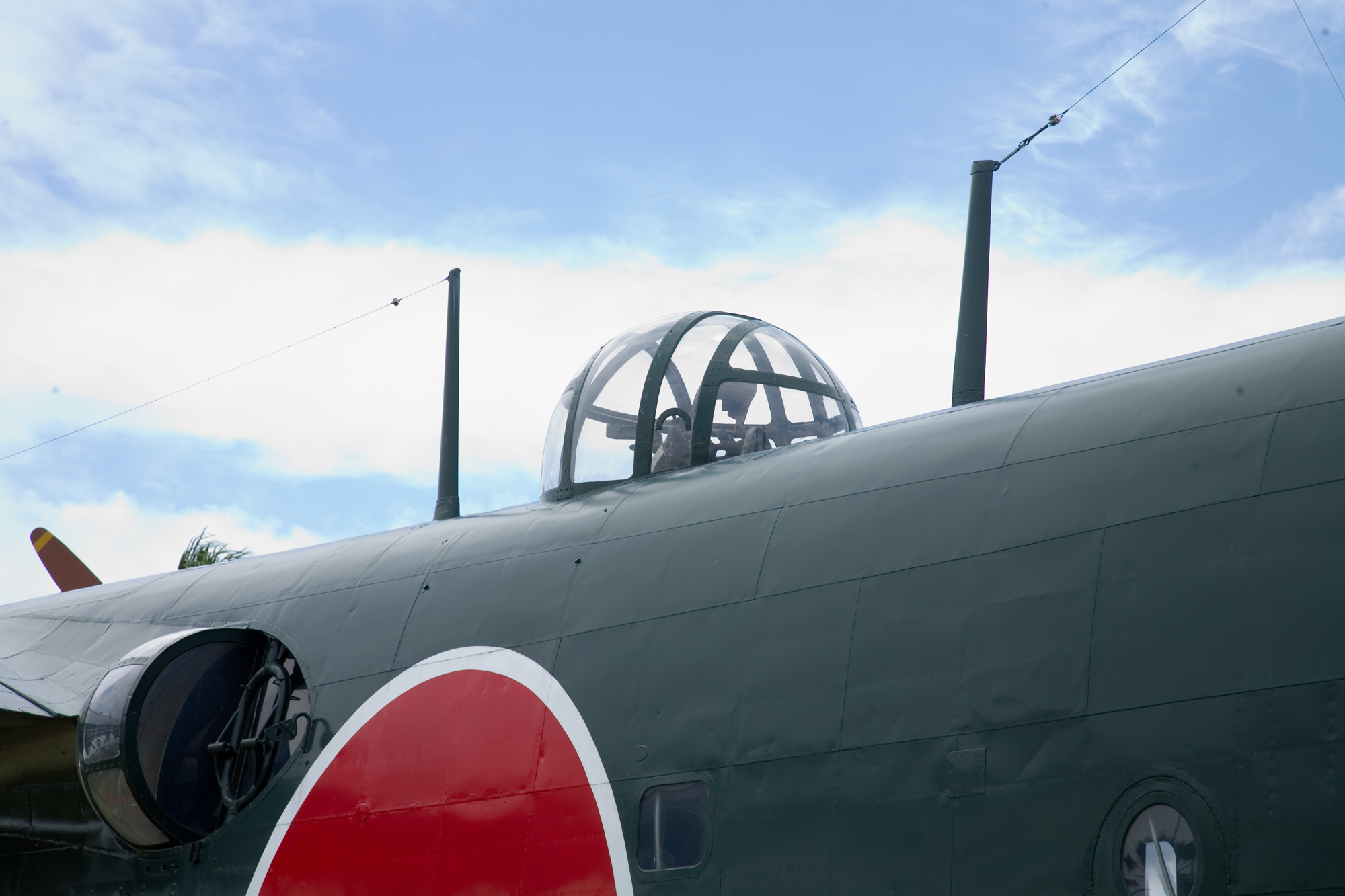
Бокові блістери і верхня турель.

Будівництво першого прототипу розпочалось влітку 1939 року і завершилось 29 грудня 1940 року. На літаку були встановлені 4 радіальні двигуни Mitsubishi MK4A Kasei 11 потужністю 1 530 к.с. кожен. Щоб досягнути замовленої дальності польоту, на літаку встановили 8 невеликих непротектованих паливних баків у крилах, і ще 6 більших у фюзеляжі. Баки у фюзеляжі були частково протектованими та мали систему пожежогасіння. Також баки були влаштовані так, що при пробитті паливо мало б витікати в трюм звідки його можна було б закачати в непошкоджені баки. Загальний обсяг палива — 17 040 л, що становило 29 % злітної маси літака. Озброєння складалось з п'яти 20-мм гармат «Тип 99 Модель 1» (встановлені у 3 баштах — носовій, верхній та хвостовій, а також у бокових блістерах) та трьох 7,7-мм кулеметів «Тип 92». Бомби (до 2000 кг) або дві 800-кг торпеди кріпились на зовнішній підвісці. Екіпаж складався з 10 чоловік, їх робочі місця мали бронезахист.
Випробування розпочались у січні 1941 року, на яких проявився серйозний недолік літака — при зльоті бризки води заливали двигуни, знижуючи їх потужність. В конструкцію літака внесли ряд змін: змінили обриси нижньої частини фюзеляжу та місце розташування повітрозабірника. Доопрацьована машина продемонструвала набагато кращі гідродинамічні характеристики, хоча й гірші, ніж у H6K, а також високі аеродинамічні характеристики, які переважали показники всіх наявних закордонних летючих човнів. Наприкінці 1941 року літак був прийнятий на озброєння під назвою «Летючий човен Тип 2 Модель 11» (або H8K1 Модель 11). В серійних варіантах захисне озброєння було зменшене до двох 20 мм гармат (в верхній і хвостовій турелі) і чотирьох кулеметів. Варіант H8K1 випускався у 1941—1942 роках. Всього було випущено 14 серійних машин цієї модифікації, деякі з двигунами Mitsubishi MK4B Kasei 12.
Варіант H8K2 Модель 12 («Летючий човен Тип 2 Модель 12») мав потужніші двигуни Mitsubishi Kasei 22 із системою впорскування в циліндри водно-метанолової суміші (внаслідок чого потужність зросла до 1 850 к.с.), повністю протектовані паливні баки та збільшений до 18 880 л запас палива. Проте в цих машинах озброєння повернулося до планованої комплектації, і ще один 7.7 мм кулемет міг встановлюватись в кабіні пілота. З 1943 по 1945 рік було випущено 112 таких літаків, в останніх моделях встановлювався радар.
На базі H8K2 був розроблений транспортний варіант H8K2-L Модель 32 «Seiku» ("Транспортний летючий човен Тип 2 "), призначений для перевезення 29 VIP-персон або 64 десантників зі спорядженням. При цьому фюзеляж літака розділявся на дві палуби, а паливні баки з фюзеляжу прибирались, що зменшило загальний об'єм палива до 13 414 л. Озброєння було скорочене до одного 13-мм кулемета «Тип 2» в носовій частині та однієї 20-мм гармати у хвостовій башті. Всього було збудовано 36 літаків цієї модифікації.
Ще при початковій розробці, розглядався варіант з висувними стабілізаційними поплавками (в польоті вони ховались в крило), але від ідеї відмовились для зменшення маси. Проте в 1943 році до цієї ідеї повернулись і було збудовано 2 прототипи, але у серію літак не пішов. Цей варіант мав назву H8K3 Модель 22 і мав озброєння було аналогічне H8K2, окрім змінених бокових блістерів які могли тепер закриватись і знімної верхньої турелі.
В 1945 році H8K3 були перероблені в H8K4 Модель 23 з двигунами Mitsubishi MK4T-BKasey 25b потужністю 1 825 к.с. та транспортний H8K4-L Модель 33, які також не пішли у серію, бо Kawanishi переключилась на виробництво винищувачів Kawanishi N1K-J.

## Тактико-технічні характеристики

|                             | H8K1                         | H8K2                         | H8K3                    | H8K2-L                       |
| --------------------------- | ---------------------------- | ---------------------------- | ----------------------- | ---------------------------- |
| Екіпаж                      | 10 осіб                      | 10 осіб                      | 10 осіб                 | 9 осіб                       |
| Довжина                     | 28,13 м                      | 28,13 м                      | 28,13 м                 | 28,13 м                      |
| Висота                      | 9,15 м                       | 9,15 м                       | 9,15 м                  | 9,15 м                       |
| Розмах крил                 | 38 м                         | 38 м                         | 38 м                    | 38 м                         |
| Площа крил                  | 160 м ²                      | 160 м ²                      | 160 м ²                 | 160 м ²                      |
| Маса пустого                | 15 502 кг                    | 18 380 кг                    | 18 570 кг               | 16 900 кг                    |
| Маса спорядженого           | 24 500 кг                    | 24 500 кг                    | 24 500 кг               | 26 683 кг                    |
| Максимальна злітна маса     | 31 000 кг                    | 32 500 кг                    | 32 500 кг               | 30 000 кг                    |
| Навантаження на крило       | 153.1 кг/м²                  | 153.1 кг/м²                  | 153.1 кг/м²             | 166.8 кг/м²                  |
| Двигуни                     | 4 х Mitsubishi Kasei 11/12   | 4 х Mitsubishi Kasei 22      | 4 х Mitsubishi Kasei 22 | 4 х Mitsubishi Kasei 22      |
| Потужність                  | 4 x 1 530 к. с.              | 4 x 1 850 к. с.              | 4 x 1 850 к. с.         | 4 x 1 850 к. с.              |
| Питома потужність           | 4 кг/к.с.                    | 3,3 кг/к.с.                  | 3,3 кг/к.с.             | 3,6 кг/к.с.                  |
| Максимальна швидкість       | 433 км/г (на висоті 5 000 м) | 466 км/г (на висоті 5 000 м) | -                       | 420 км/г (на висоті 4 000 м) |
| Крейсерська швидкість       | 296 км/год                   | 296 км/год                   | -                       | 296 км/год                   |
| Практична дальність польоту | 7 200 км                     | 7 150 км                     | -                       | 4 440 км                     |
| Практична стеля             | 7 630 м                      | 8 850 м                      | -                       | -                            |
| Час набору висоти           | 5000 м за 14 хв. 33 с.       | 5000 м за 10 хв. 12 с        | -                       | 4000 м за 10 хв. 37 с.       |

### Озброєння
- H8K1:
  - Кулеметне:5 × 7,7 мм кулеметів «Тип 92»
  - Гарматне: 2 х 20-мм гармат «Тип 99»
- H8K2, H8K3, H8K4:
  - Кулеметне:5 × 7,7 мм кулеметів «Тип 92»
  - Гарматне: 5 х 20-мм гармат «Тип 99»
- Бомбове навантаження:
  - 2 × 800 кг торпеди або
  - 8 × 250 кг бомб або
  - 16 × 60 кг бомб/глибинних бомб

## Модифікації
- H8K1 — прототип (3 екз.)
- H8K1 (Тип 2 модель 11) — перший серійний варіант (14 екз.)
- H8K1-L — конверсія першого прототипу як транспортного гідролітака
- H8K2 (модель 12) — покращений варіант з потужнішими двигунами, посиленим озброєнням, оснащений радаром (120 екз.)
- H8K2-L «Seiku» («Чисте небо») (Модель 32) — транспортний варіант H8K1. виготовлялись як варіанти з озброєнням (дві 20-мм гармати «Тип 99»), так і без. Був здатний перевозити 29-64 пасажирів (36 екз.)
- H8K3 (Модель 22) — експериментальна модель на базі H8K2, оснащена висувними поплавками, закрилками, зміни у конструкції хвостової гарматної башти та кулеметних турелей.
- H8K4 (Модель 23) — модифікація H8K3, оснащена потужнішими двигунами (2 екз.)
- H8K4-L (Модель 33) — транспортна модифікація H8K3
- G9K — проект бомбардувальника наземного базування

## Бойове використання

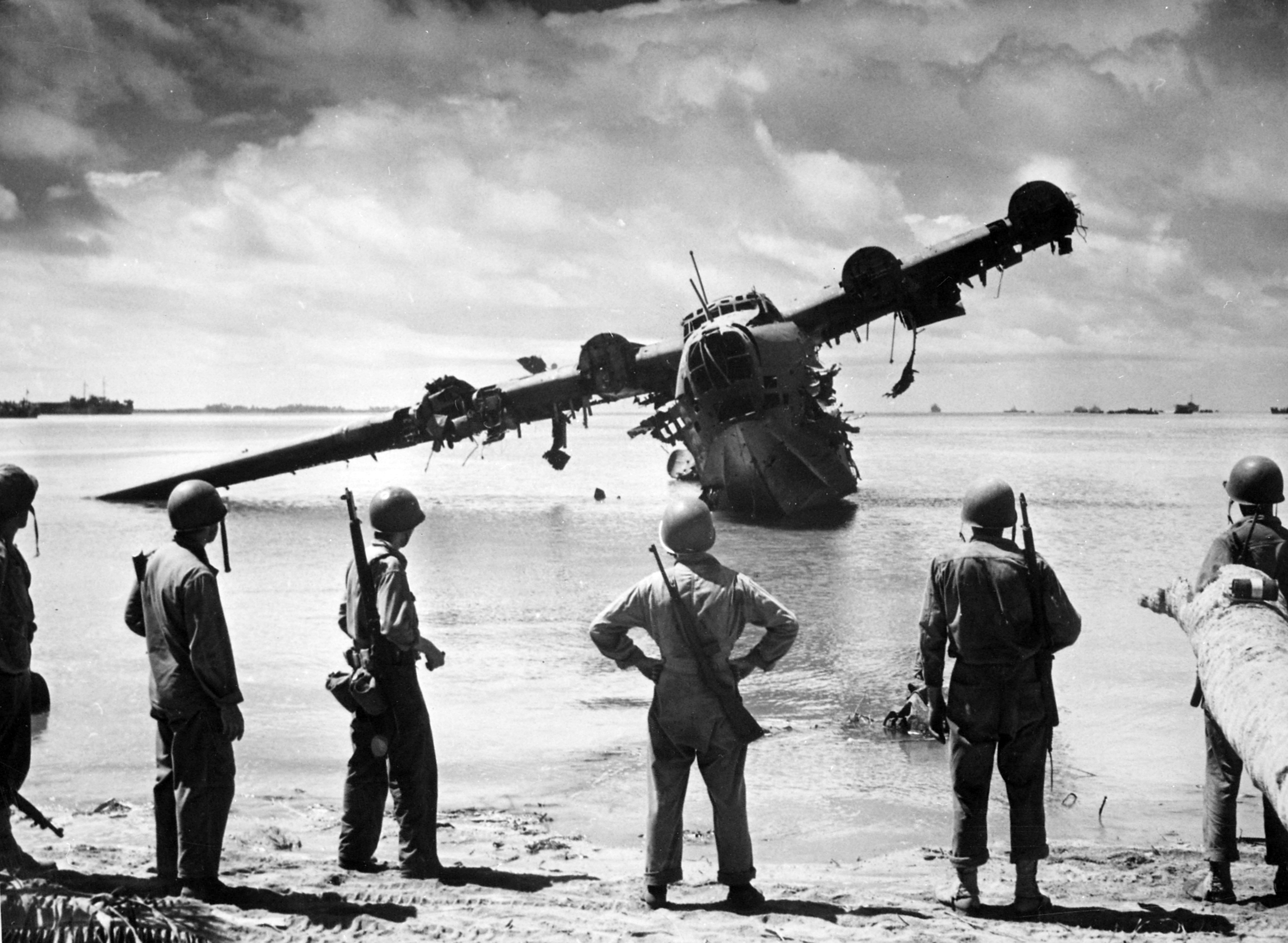
Американські солдати розглядають рештки H8K після бою за Макін. Літак стояв в бухті на ремонті, а під час американського наступу його турелі слугували вогневими точками.

Літаки H8K вперше взяли участь у бойових діях 4 березня 1942 року. Два літаки, злетівши в районі атола Вотье (Маршаллові Острови), дозаправились з підводних човнів, завдали бомбового удару по Перл-Гарбору (Операція К). Літаки скинули чотири 250-кг бомби, але через туман бомби не влучили у цілі та не завдали жодної шкоди. Незабаром такі нальоти довелось припинити, оскільки американці зайняли острови в районі, де проводилось дозаправлення летючих човнів.
Надалі літаки H8K діяли в Індійському океані, де завдавали бомбових ударів по Коломбо, Тринкомалі та Калькутті. Але основним використанням була дальня розвідка: в ній літак найкраще використовував свої високі характеристики — високу швидкість, величезну дальність польоту, потужне озброєння та високий ступінь захисту.

## Оператори
Японська імперія
- Авіація імперського флоту Японії
  - 14-ий авіазагін ВПС
  - 801-ий авіазагін ВПС
  - 851-ий авіазагін ВПС
  - 1001-ий авіазагін ВПС
  - 1021-ий авіазагін ВПС
  - Авіазагін Токо
  - Авіазагін Йокохама
  - Авіазагін Такума
  - Авіазагін Йокосука

## Вцілілі екземпляри

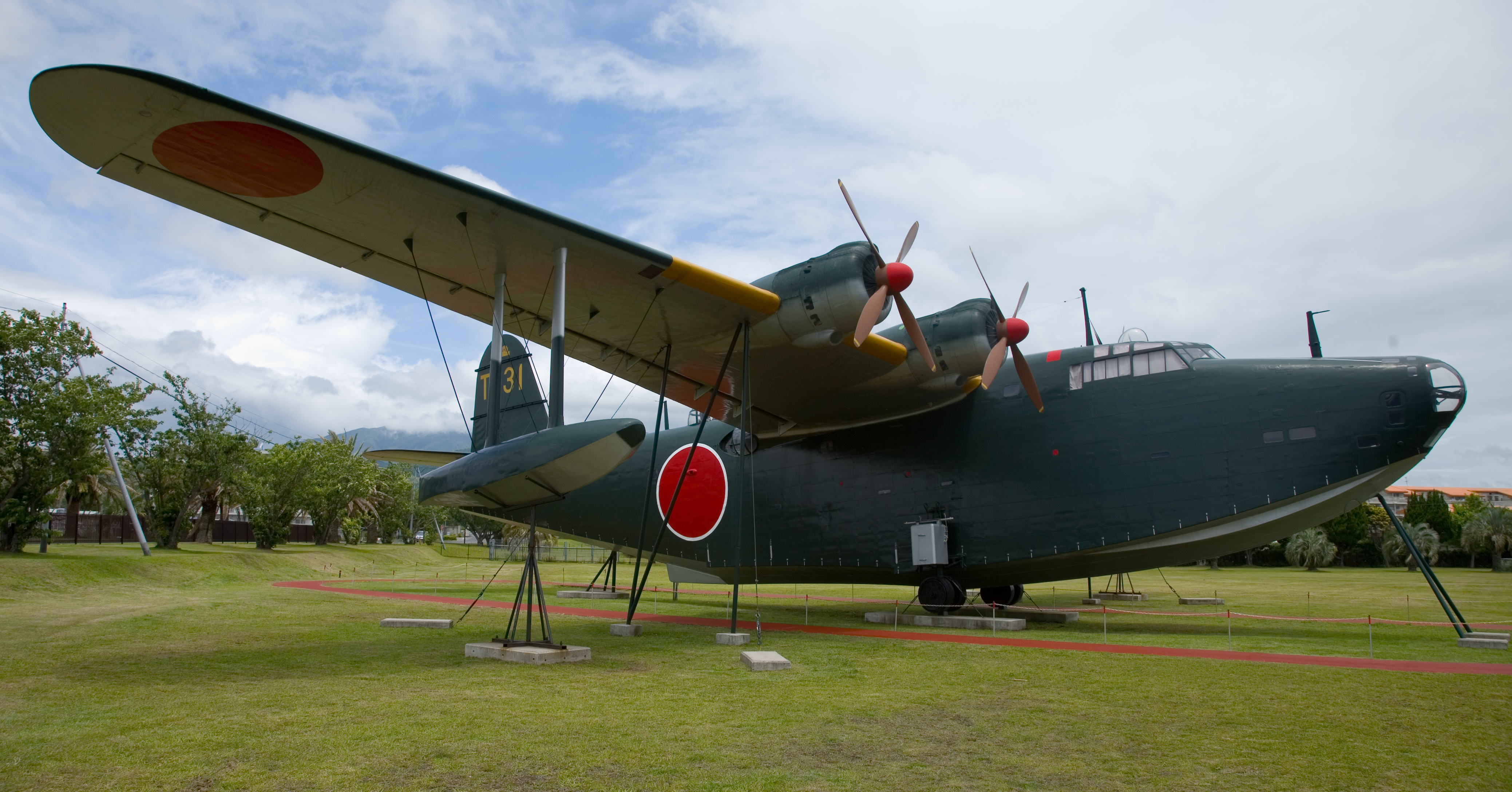
Літак H8K на базі Каноя

Після війни залишилось 4 екземпляри літака H8K. Один з них був захоплений американцями наприкінці війни. У 1979 році він був повернений Японії, де до 2004 року демонструвався у Національному науковому морському музеї в Токіо, після чого був переміщений на військово-морську базу Каноя у Каґошімі.
Затоплені рештки знаходяться на схід від острова Сайпан, і є об'єктом дайвінгу. Рештки ще одного літака знаходяться в лагуні атола Чуук.